# 上索因斯基农村居民点
上索因斯基农村居民点（俄语：Верхнесоинское сельское поселение）是俄罗斯联邦伏尔加格勒州乌留平斯克区所属的一个农村居民点。其下辖有2个居民点，行政中心为上索因斯基。据2016年统计，该农村居民点的人口为493人。